# Kućeli
 Kućeli  (olaszul: Cucceli) falu Horvátországban, a Tengermellék-Hegyvidék megyében. Közigazgatásilag Matuljihoz tartozik.

## Fekvése
Fiume központjától 14 km-re, községközpontjától 3 km-re északnyugatra a Tengermelléken, az Isztria-félsziget északi határán az A7-es autópálya mellett fekszik.

## Története
A településnek 1857-ben 493, 1910-ben 438 lakosa volt. 
2011-ben 453  lakosa volt.

## Lakosság
| Lakosság változása | Lakosság változása | Lakosság változása | Lakosság változása | Lakosság változása | Lakosság változása | Lakosság változása | Lakosság változása | Lakosság változása | Lakosság változása | Lakosság változása | Lakosság változása | Lakosság változása | Lakosság változása | Lakosság változása | Lakosság változása |
| ------------------ | ------------------ | ------------------ | ------------------ | ------------------ | ------------------ | ------------------ | ------------------ | ------------------ | ------------------ | ------------------ | ------------------ | ------------------ | ------------------ | ------------------ | ------------------ |
| 1857               | 1869               | 1880               | 1890               | 1900               | 1910               | 1921               | 1931               | 1948               | 1953               | 1961               | 1971               | 1981               | 1991               | 2001               | 2011               |
| 493                | 512                | 457                | 455                | 492                | 438                | 390                | 420                | 227                | 234                | 232                | 220                | 219                | 236                | 286                | 453                |